# Commissaire à l'éthique et à la déontologie
Le Commissaire à l’éthique et à la déontologie est une institution indépendante responsable de veiller au respect des principes éthiques et à l’application des règles éthiques qui doivent guider la conduite des membres de l’Assemblée nationale et de leur personnel. Le titulaire de la fonction de commissaire est une personne désignée par l’Assemblée nationale pour voir à l’application et au contrôle du Code, des Règles et du Règlement.
Pour mener à bien sa mission, le Commissaire à l’éthique et à la déontologie remplit trois grandes fonctions :
- conseiller et accompagner les membres de l’Assemblée nationale et leur personnel, notamment en donnant des avis, en produisant des lignes directrices et en organisant des activités de formation;
- faire enquête lorsque des motifs raisonnables permettent de croire que des manquements ont pu être commis;
- informer le public sur les règles prévues et leur signification en lien avec la charge de membre de l’Assemblée nationale ou le travail des membres de leur personnel.

## Le Code, les Règles et le Règlement
Le Code d’éthique et de déontologie des membres de l’Assemblée nationale a été adopté à l’unanimité en décembre 2010. Le Code proclame d’abord l’importance du rôle du député et reconnaît les attentes de la population à son égard. Il énonce également les principales valeurs de l’Assemblée nationale, auxquelles les députés doivent adhérer. Ensuite, on y retrouve les règles déontologiques applicables aux députés et aux membres du Conseil exécutif (les ministres). Le Code détermine enfin les mécanismes d’application et de contrôle de ces règles et en confie la responsabilité au Commissaire à l’éthique et à la déontologie.
En 2013, deux ensembles de règles s’appliquant aux membres du personnel politique entrent en vigueur : les Règles déontologiques applicables aux membres du personnel des députés et des cabinets de l’Assemblée nationale (Règles) et le Règlement concernant les règles déontologiques applicables aux membres du personnel d’un cabinet ministériel (Règlement). La mise en place de telles règles était prévue dans le projet de loi édictant le Code. Les dispositions de ces deux textes sont fortement similaires. Ils reprennent les valeurs édictées par le Code de même que certaines des règles déontologiques qu’on y retrouve.

### Adoption du Code
Le 14 mai 2009, le projet de loi no 48 concernant un Code d’éthique et de déontologie des membres de l’Assemblée nationale est présenté à l’Assemblée nationale.
Ce projet de loi sera adopté à l’unanimité par les membres de l’Assemblée nationale le 3 décembre 2010, puis sanctionné le 8 décembre 2010. Le premier commissaire est assermenté en janvier 2011 et les dispositions du Code entrent graduellement en vigueur jusqu’au 1er janvier 2012. À partir de ce moment, les membres de l’Assemblée nationale bénéficient d’un cadre commun qui a pour but de les guider dans la réalisation de la mission d’intérêt public qui leur est confiée.

## Clientèle
Le Commissaire à l’éthique et à la déontologie est responsable de l’application du Code, qui vise les membres de l’Assemblée nationale, de même que des Règles et du Règlement, qui visent les membres de leur personnel.
En ce qui concerne les membres de l’Assemblée nationale, cette catégorie inclut les membres du Conseil exécutif. À cet effet, une personne qui serait membre du Conseil exécutif sans être membre de l’Assemblée nationale est réputée être député en vertu du Code, et donc soumise aux mêmes règles.
Pour le personnel politique, le Règlement s’applique aux cabinets ministériels, incluant le personnel de circonscription et le personnel régional. Les Règles concernent quant à elles le personnel des députés et celui des cabinets de l’Assemblée nationale, tels que le cabinet du chef, du leader ou du whip d’un groupe parlementaire, par exemple. Sont également visés par les Règles les membres du personnel engagés pour assister un parti politique ou un député indépendant à des fins de recherches et de soutien.

## Nomination du commissaire
Pour assurer l’indépendance et l’impartialité de la personne titulaire de la fonction de commissaire, sa nomination doit être approuvée par les deux tiers des membres de l’Assemblée nationale.
De plus, la candidature doit être proposée conjointement par le premier ministre et le chef de l’opposition officielle, après consultation des chefs des autres partis autorisés représentés à l’Assemblée nationale.
Le commissaire est nommé pour une période de 5 ans. Son mandat peut être renouvelé par les membres de l’Assemblée nationale.